# ورمزيار (أرومية)
ورمزيار هي قرية في مقاطعة أرومية، إيران. يقدر عدد سكانها بـ 378 نسمة بحسب إحصاء 2016.